# Arbitre (football)
 (septembre 2023).
Pour les articles homonymes, voir Arbitre et Arbitre sportif.

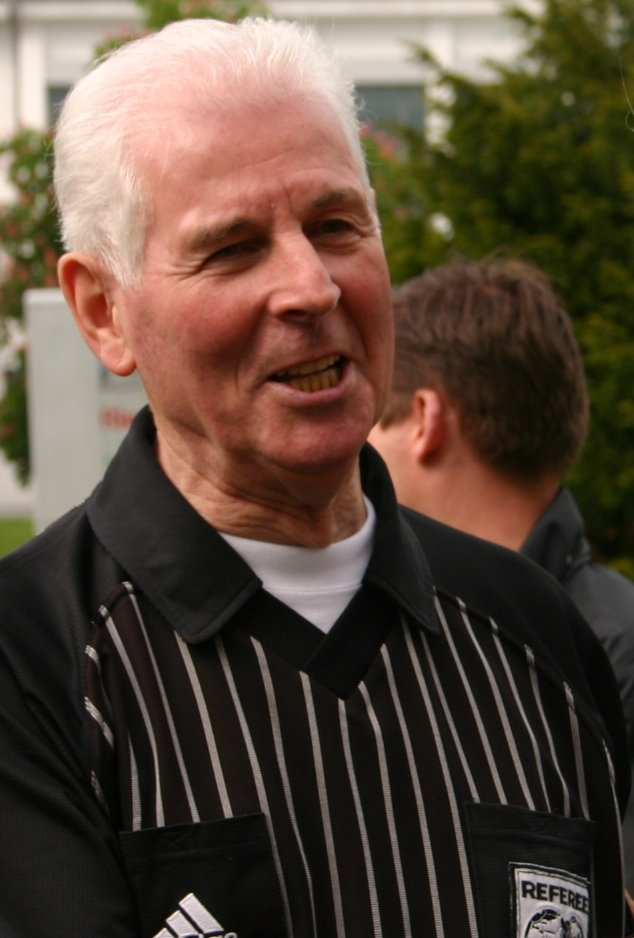
Walter Eschweiler, arbitre international de 1970 à 1984.

Un arbitre de football est une personne chargée de veiller au bon déroulement des matchs de football et de faire respecter les Lois du jeu. L'arbitre est l'autorité ultime sur le terrain et prend les décisions qui sont finales et doivent être respectées par tous les joueurs. L'arbitre est aidé dans sa tâche par deux arbitres assistants qui l'aident à surveiller la ligne de touche et à signaler les infractions, et parfois un arbitre assistant vidéo. L'arbitre porte un maillot distinctif et utilise un sifflet pour attirer l'attention des joueurs et faire respecter les règles. Le rôle de l'arbitre est crucial pour assurer la sécurité des joueurs et pour garantir un match équitable.

## Tenue de l'arbitre
Par le passé, les arbitres portaient des tenues uniformément noires et étaient ainsi souvent appelés Hommes en noir dans le jargon imagé des journalistes et commentateurs sportifs. De nos jours, un arbitre doit porter une tenue pour le différencier des joueurs et avoir le matériel nécessaire, notamment pour infliger des sanctions si besoin est. Son équipement se compose des éléments suivants :
- un short (en général de couleur noire) ;
- une paire de chaussettes (en général de couleur noire) ;
- un maillot (plusieurs coloris possibles : noir, jaune, rouge, bleu, vert, violet...) qui porte l'écusson de la formation dont ils dépendent (fédération, ligue ou district) et mentionne parfois leur catégorie ;
- un sifflet (en général de la marque Fox 40) ;
- un carton jaune ;
- un carton rouge ;
- du matériel pour écrire (en général une carte d'arbitrage et un stylo) ;
- une montre ou un chronomètre (voire deux) ;
- un spray pour placer les murs ou les joueurs à distance (dans certaines compétitions nationales ou internationales).

Les arbitres ont la possibilité de porter des oreillettes pour communiquer avec leurs assistants et d'être équipés d'appareils pour mesurer leurs performances.
Quant aux arbitres assistants, ils sont équipés d’un drapeau de touche qui leur permet de signaler à l’arbitre toute faute ou hors-jeu, ce drapeau pouvant être relié à un brassard que porte l'arbitre central pour qu'il entende quand l'assistant appuie sur le bouton ce qui facilite la communication et le jeu.

## Compétences et obligations de l'arbitre
- Voir Loi 5 du football relative à l'arbitre central.
- Voir Loi 6 du football relative aux arbitres assistants.

## Différents postes

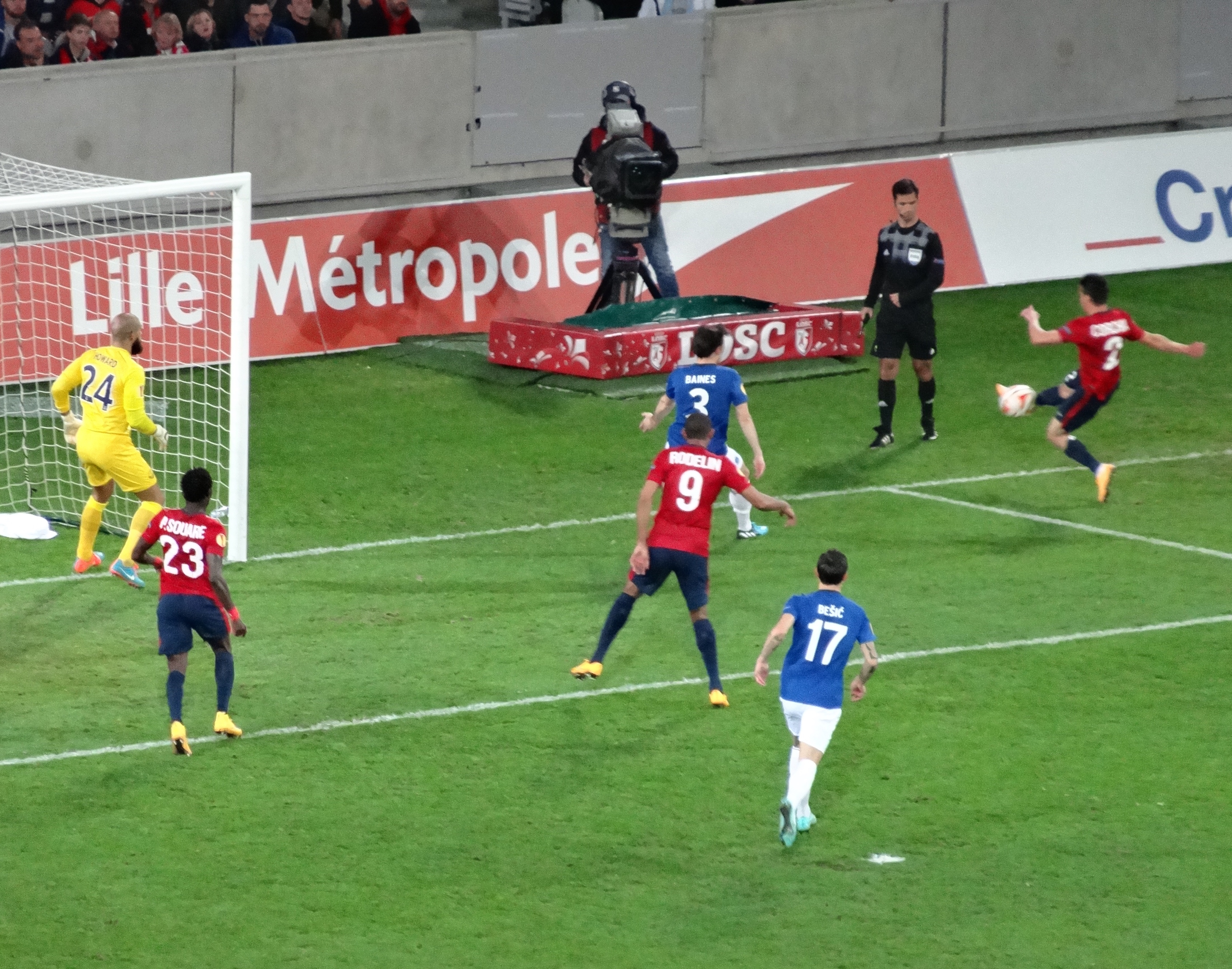
Un arbitre de surface surveillant une éventuelle sortie de but

Un arbitre peut occuper différents postes :
- Arbitre central : il circule sur le terrain avec les joueurs et exerce seul l'autorité.
- Arbitre assistant (anciennement juge de touche) : au nombre de deux, ils sont présents le long de chacune des lignes de touche. Ils assistent l'arbitre central, notamment dans la détection du hors-jeu et des sorties de balle, mais aussi pour les fautes et incorrections commises hors du champ de vision de l'arbitre ou pour lesquelles ils ont un meilleur angle de vue.
- Arbitre assistant supplémentaire (dit arbitre de surface) : depuis 2008, l'IFAB autorise la présence d'un arbitre assistant supplémentaire derrière chacun des buts. On retrouve ces deux arbitres assistants supplémentaires principalement dans les compétitions professionnelles ou internationales. Leur rôle est d'assister l'arbitre central dans la détection des fautes à l'intérieur ou aux abords de la surface de réparation, mais aussi d'aider à la validation des buts. Ces arbitres assistants supplémentaires ne sont pas présents lors des matches pour lesquels des arbitres assistants vidéo sont engagés.
- Arbitre remplaçant (dit quatrième arbitre) : présent dans certaines compétitions nationales et internationales, il se place entre les bancs de touche et a pour mission d'assurer la discipline parmi les remplaçants et leur encadrement. C'est lui aussi qui affiche les remplacements et le temps additionnel (en général au moyen d'un panneau lumineux prévu à cet effet). Le cas échéant, il remplace l'arbitre ou un assistant défaillant.
- Arbitre assistant de réserve : présent dans certaines compétitions nationales et internationales, son seul rôle est de remplacer un arbitre assistant ou le quatrième arbitre n'étant pas en mesure de poursuivre la rencontre.
- Arbitre assistant vidéo (VAR) : à l’aide des images du match, mais uniquement dans le cas d’une « erreur manifeste » ou d’un « incident grave manqué » en lien avec les éléments suivants : but marqué ou non marqué, penalty ou pas de penalty, faute passible d'une exclusion (carton rouge direct) ou identité erronée lorsque l’arbitre n’avertit ou n’exclut pas le bon joueur, les arbitres assistants vidéo se chargent d’analyser les images du matches et si besoin informent l’arbitre central de son erreur ou lui demandent d'aller visionner les images sur un écran placé au bord du terrain. La décision finale revient dans tous les cas à l'arbitre central.

## Histoire

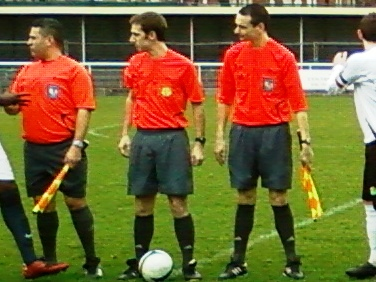
Trio arbitral

Lors de la genèse du jeu, on comptait sur le fair-play des joueurs pour la bonne tenue des parties. L'arbitrage était alors le fait des deux capitaines. Les pères du jeu considéraient en effet qu'une faute ne pouvait être intentionnelle… Ce vœu pieux de fair-play et d'autogestion était utopique, et nombre de parties dégénéraient. Aussi, dès 1847 à Eton, peut-être avant, deux « umpires » surveillent les buts, qui n'ont pas encore de filets. À Winchester, en 1847 également, on précise même que l'un des umpires doit posséder une montre et appeler la mi-temps et la fin du match. Harrow va plus loin, toujours en 1847, en rendant les décisions arbitrales définitives, dépossédant ainsi les capitaines de leurs anciens pouvoirs dans ce domaine. En 1849, à Cheltenham, on décide que les capitaines désigneront toujours les umpires, ces derniers devant s'entendre pour nommer un referee. Les umpires, un dans chaque camp, restent sur le terrain, tandis que le referee est installé en tribune. Si les umpires ne peuvent tomber d'accord sur une décision, c'est le referee qui tranche.
Le referee passe des tribunes au centre du terrain au début des années 1890, repoussant les deux umpires sur les lignes de touche. Cette évolution fait suite aux nombreux problèmes que posait le double arbitrage. De plus, les équipes de l'époque, contrairement à une idée répandue, n'étaient pas du tout « fair-play » ; il fallait donc sévir. On inventa ainsi toute une batterie de sanctions, tel le penalty (1891), et l'arbitre unique devint « omnipotent », c'est-à-dire responsable d'un match de A à Z. En août 1891, le trio arbitral tel que nous le connaissons aujourd'hui est formé.

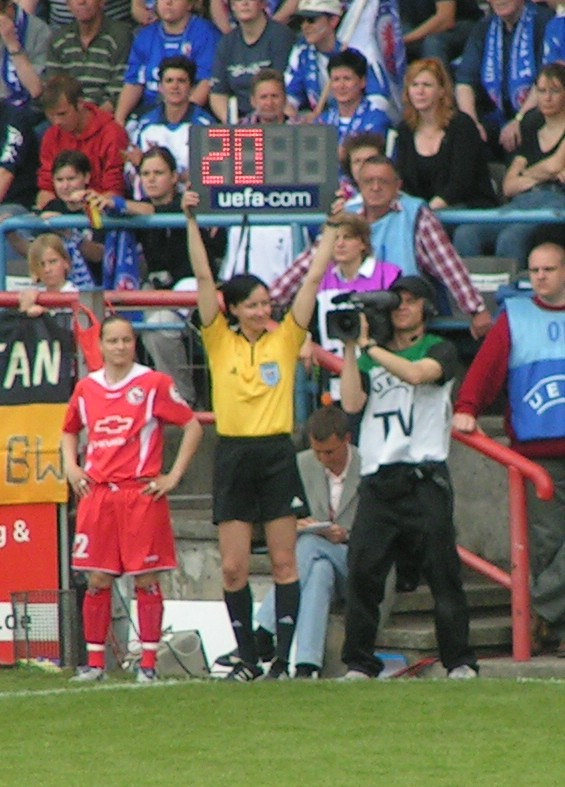
4e arbitre de football

Dès 1996, les juges de touche sont appelés arbitres assistants ; ils assistent en effet l'arbitre central dans ses décisions, notamment quand celui-ci a un doute au sujet d'une action litigieuse (par exemple : franchissement de la ligne de but d'un ballon, responsabilité des protagonistes dans une bagarre, faute dans le dos de l'arbitre, etc.).

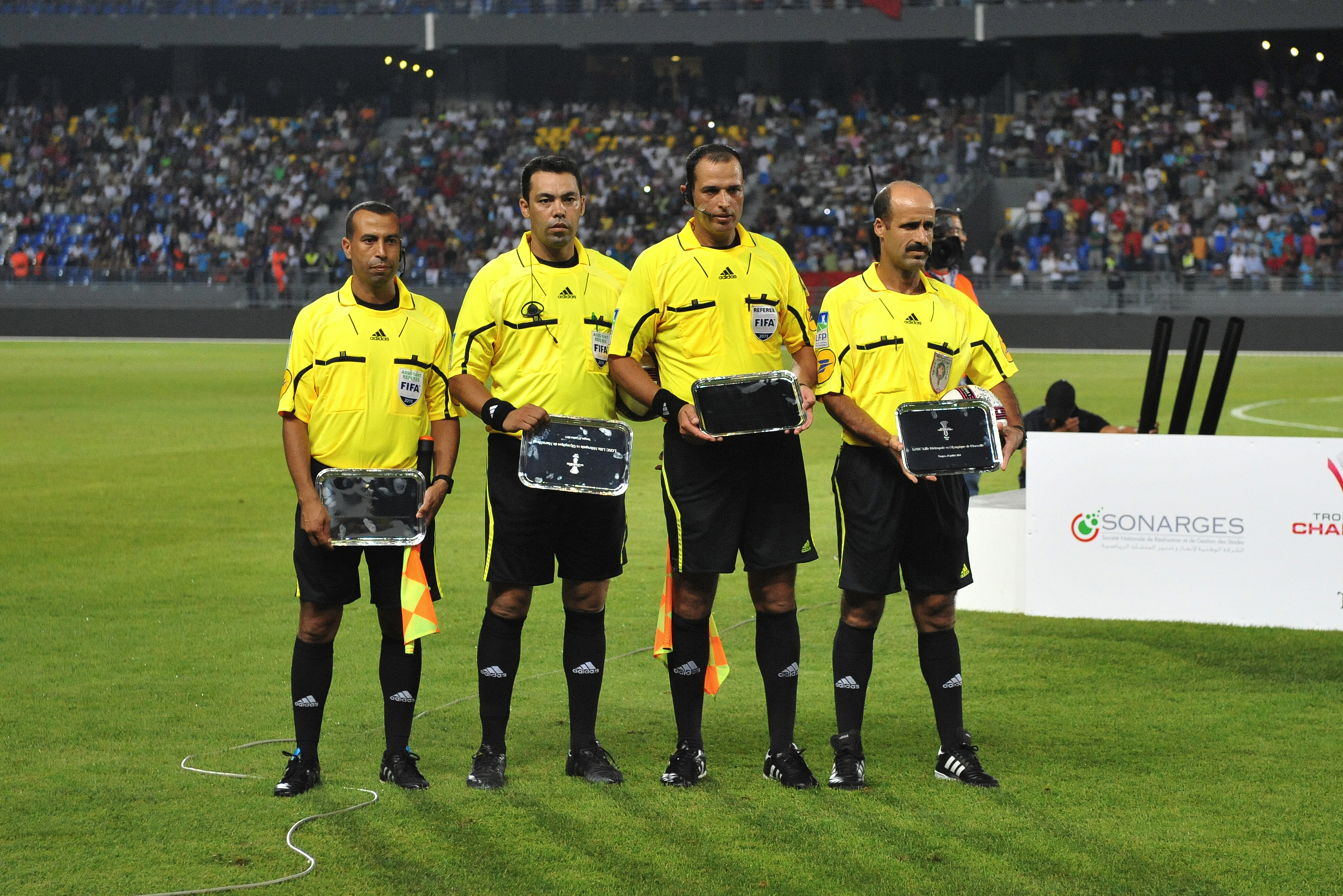
4 arbitres marocains

Le sujet sur la vidéo est emblématique du dynamisme qui anime le débat sur les règles de ce sport. On dénombre ainsi de nombreuses évolutions, plus ou moins heureuses : règle du hors-jeu, but en or lors de la prolongation, visionnage vidéo après la rencontre pour établir une sanction, communication radio entre arbitres assistants et arbitre central, etc.
L'arbitrage au football a longtemps été exclusivement masculin et le reste encore aujourd'hui très majoritairement. Nicole Petignat, arbitre suisse désormais retraitée, a été la première femme à officier en Coupe de l'UEFA (AIK Stockholm - Fylkyr Reykjavik), le 14 août 2003.

## Usage du sifflet
Les arbitres utilisent un sifflet pour indiquer le début ou la reprise du jeu, pour arrêter le jeu en raison d'une infraction ou d'une blessure, ou pour indiquer que le temps de jeu est écoulé. L'utilisation des sifflets n'est pas mandatée par les Lois du Jeu.
Avant l'introduction du sifflet, les arbitres ont indiqué leurs décisions en agitant un mouchoir blanc. Les premiers sifflets qui ont été adoptés par des arbitres ont été faits par Joseph Hudson, Mills Munitions à Birmingham, en Angleterre. L'ACME Sifflet Company (basée à Mills Munitions Factory) a commencé à produire en masse des sifflets de pois dans les années 1870 pour le Service de la police métropolitaine. Il est souvent indiqué que le sifflet de l'arbitre a d'abord été utilisé dans un match entre Nottingham Forest et Sheffield Norfolk en 1878, mais il se peut que le sifflet ait déjà été utilisé dès 1874. En effet, le livre de comptes de Nottingham Forest de 1872 a enregistré l'achat d'un "sifflet pour arbitre" et, en 1928, un article de RM Ruck, joueur au début des années 1870, fait référence à l'utilisation d'un sifflet par les arbitres pour indiquer une infraction.
Le coup de sifflet n'a pas été mentionné dans les Lois du jeu jusqu'en 1936, quand une décision de l'IFAB (Board) a ajouté une note dans la Loi 2, en déclarant que « le contrôle d'un arbitre sur les joueurs en cas de faute ou de comportement discourtois commence à partir du moment où il pénètre sur le terrain de jeu, mais sa compétence en relation avec les Lois du jeu commence à partir du moment où il siffle pour que le jeu démarre ».

## Assistance vidéo

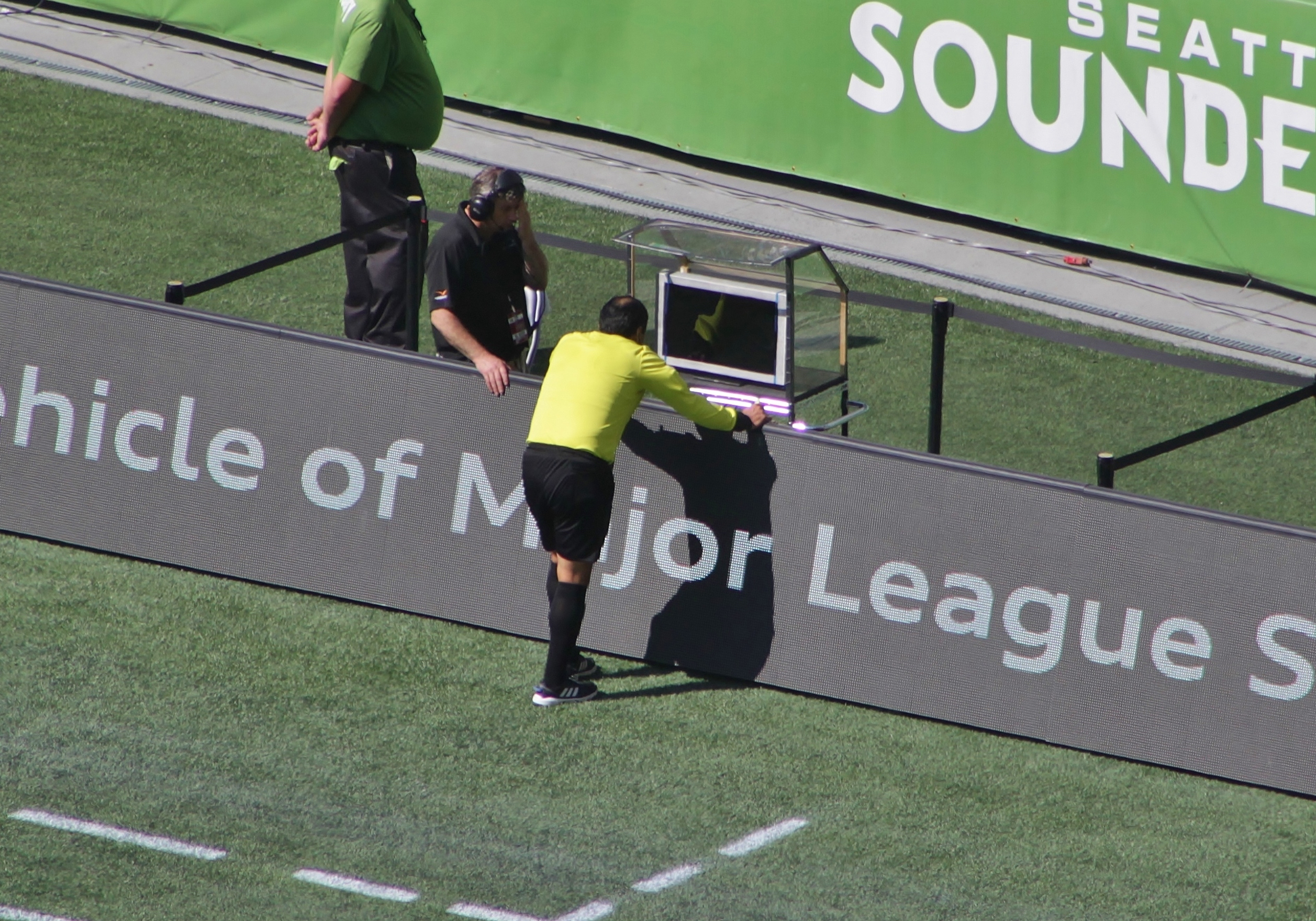
Arbitre visionnant une phase de jeu sur un écran au bord du terrain

### Contexte
Dans l'histoire du football, les arbitres furent souvent la cible des joueurs, des médias ou des spectateurs, notamment depuis que les décisions arbitrales sont soumises à la critique avec l'apparition de la vidéo et a son perfectionnement qui permet aux téléspectateurs et aux spectateurs (par exemple avec la retransmission sur les écrans du stade) de revoir les actions de jeu sous les différents angles proposées par les multiples caméras. La mise en place d'un arbitrage vidéo pour aider l'arbitrage d'un match est devenu un débat récurrent dans le monde du football, surtout dans les médias, avec ses partisans et ses opposants.
Plusieurs faits de jeu célèbres ont alimenté ce débat.
Le 23 juin 1998, à l'occasion d'un match de poule de la Coupe du monde opposant le Brésil et la Norvège, une tempête médiatique se lève contre l'arbitre de la rencontre, l'américain Esfandiar Baharmast, qui a accordé un penalty aux Norvégiens à la 86e minute. Le penalty transformé offre la victoire à la Norvège et une qualification inespérée pour celle-ci, au détriment du Maroc, inutile vainqueur 3-0 de l'Écosse. Les 17 caméras de télévision officielles ne montrent en effet aucun contact entre les deux joueurs. Et le débat sur l'arbitrage vidéo est relancé. L'arbitre américain est traîné dans la boue pendant 48 heures, tandis que la FIFA est vivement critiquée car elle refuse toute évolution concernant l'arbitrage vidéo. Deux jours après le match, une télévision suédoise rend publiques les images prises par l'une de ses caméras privées… et elles montrent clairement que le joueur brésilien attrape par le maillot le joueur norvégien : il y avait bien penalty. Les 17 caméras ne l'avaient pas vu, mais l'arbitre si. C'est presque un cas d'école, qui a d'autant plus de retentissement qu'il se déroule à l'occasion de la Coupe du monde. FIFA, UEFA et Board, historiquement clairement défavorables à cette solution technologique, se sont alors trouvés renforcés dans leurs convictions.
Le 9 juillet 2006, lors de la finale de la Coupe du monde 2006, Zinédine Zidane assène un violent coup de tête à la poitrine à l'Italien Marco Materazzi. L'action de jeu étant de l'autre côté du terrain, l'arbitre n'a pas vu cette agression et ses 2 arbitres assistants non plus. Il est alerté par le quatrième arbitre, via ses écouteurs, qui lui annonce avoir vu la scène. Il fait semblant de consulter l'un de ses arbitres assistants puis se dirige vers Zinédine Zidane pour lui sortir un carton rouge d'expulsion. La polémique enfle alors et certains (dont le sélectionneur français Raymond Domenech) assurent que le quatrième arbitre avait vu la scène, non pas en direct, mais… sur son écran de contrôle. Ce dernier a toujours nié. Une contre-expertise contredit cette affirmation avec plusieurs arguments : le quatrième arbitre était penché sur le moniteur dévoilant les ralentis vidéo, une reconstitution 3D montre qu'il lui était très difficile de voir l'action directement depuis sa situation et le délai pour appliquer la sanction par l'arbitre a été très long (2 minutes).
Le 18 novembre 2009, lors du match France - Irlande, match de barrage pour la qualification pour la Coupe du monde 2010, Thierry Henry est dans la surface de réparation de l'équipe d'Irlande, juste à gauche du but, lorsque le ballon rebondit accidentellement sur sa main. Il pousse ensuite volontairement de la main le ballon vers son pied droit pour faire une passe à William Gallas qui marque le but de la qualification. La vidéo montra la faute évidente de la main. Mais ni l'arbitre ni l'arbitre assistant ne pouvaient voir cette faute puisque Thierry Henry était caché par d'autres joueurs. Sans vidéo, la faute ne pouvait être vue par les arbitres, le but, synonyme de qualification pour la France, est donc accordé. Ce match a créé une très vive polémique dans le monde du football.
Le 18 octobre 2013, à la 70e minute du match Hoffenheim – Bayer Leverkusen, match du championnat allemand, Stefan Kiessling, joueur du Bayer Leverkusen, plaça le ballon de la tête, à la suite d'un coup de pied de coin (corner), dans le filet latéral à l'extérieur du but. Mais le filet était troué à cet endroit et le ballon rentra donc dans le but. L’arbitre, pourtant placé au bon endroit pour le tir d'un corner, se trouva pratiquement dans l'axe de la trajectoire du ballon et ne pouvait donc pas voir le ballon rentrer par l'extérieur du filet latéral, il valida alors ce but fantôme alors que la vidéo montra clairement l'erreur.
De nombreux anciens footballeurs, occupant aujourd'hui des responsabilités dans le monde du football, sont opposés à l'arbitrage vidéo comme Michel Platini, Franz Beckenbauer, Pelé, Dejan Savićević ou George Weah,. C'est aussi le cas de certains sociologues, comme Jacques Blociszewski, auteur de Le match de football télévisé, des arbitres comme Stéphane Lannoy, de journalistes tels que Daniel Riolo ainsi que des Cahiers du football. L'actuel gardien de l'Argentine, Sergio Romero, s'est lui aussi récemment prononcé contre la vidéo, expliquant que le football est « pour les malins ».
À l'inverse, Frédéric Thiriez, président la Ligue professionnelle française, se déclare intéressé en mars 2005.
Le 8 mars 2008, à l'occasion de sa 122e réunion annuelle, le Board (l'instance qui détermine et fait évoluer les règles du football) suspend, jusqu'à nouvel ordre, les options technologiques après des essais peu concluants d'arbitrage vidéo faits au Japon et les difficultés techniques rencontrées par les équipes travaillant sur le contrôle de la ligne de but par des moyens électroniques. En revanche, le Board autorise la mise en place de tests avec deux arbitres assistants supplémentaires pour surveiller les surfaces de réparation.

### Utilisation officielle
Le 5 mars 2016, l'IFAB approuve l'utilisation expérimentale de l'assistance vidéo à l'arbitrage — souvent appelée « arbitrage vidéo » par raccourci ou « VAR » d'après l'anglais video assistant referee, « arbitre assistant vidéo ». Utilisée pour la première fois lors de la demi-finale de la coupe du monde des clubs 2016, elle est ensuite retenue pour la Coupe des confédérations 2017 et la Coupe du monde de football de 2018.
Les arbitres assistants vidéo interviennent dans quatre situations seulement : un but (marqué ou non), un penalty (sifflé ou non), un carton rouge direct (infligé ou non) et pour vérifier l’identité d’un joueur sanctionné, le but affiché étant une interférence minimale pour un bénéfice maximal. Le visionnage des séquences vidéo peut être demandé par l'arbitre ou effectué à l'initiative des arbitres assistants vidéo. Après analyse de la situation, ceux-ci en informent l'arbitre par oreillette, qui prend la décision appropriée, le cas échéant après être allé consulter la vidéo lui-même sur le bord du terrain.

### Du vide juridique
Bien que l'assistance vidéo à l'arbitrage ait fait son apparition depuis quelques années déjà, le constat qui se pose montre que les réalités pratiques dépassent toujours les desseins théoriques. Il est donc rare qu'un texte, tel qu'il est inscrit dans les Lois du Jeu, couvre l'ensemble du champ des possibles. Par syllogisme, il est donc très simple de montrer que les réalités du terrain sont d'une complexité telle qu'un texte de quelques lignes ne peut se porter garant de la sécurité juridique absolue. Pour cela, il faut d'abord revenir sur quelques points essentiels qui délimitent le sujet exposé ci-après. La démonstration se porte présentement sur la technologie d'assistance vidéo à l'arbitrage qui rend compte d'un double objectif. D'une part, et comme cela vient d'être évoqué, il s'agit de montrer que la réalité des faits n'est pas intangible ce qui par conséquent l'empêche d'être fixée par un texte immuable, et d'autre part, de témoigner des difficultés rencontrées par l'assistance vidéo à l'arbitrage à s'adapter à un sport qui existe depuis plus d'un siècle et demi maintenant.
La règle :
1/ En vertu du protocole d'assistance vidéo à l'arbitrage de l'IFAB qui dispose le cadre dans lequel une analyse vidéo peut être effectuée :
« Les catégories de décisions/d’incidents pouvant être analysé(e)s en cas de potentiel « incident grave manqué » ou d’une «erreur manifeste» sont les suivants : 
a. But
[...]
b. Penalty
[...]
c. Carton rouge direct (pas de deuxième carton jaune)
[...]
d. Identité erronée (pour carton jaune ou rouge)
[...] ».
2/ En vertu de la Loi 12 de l'IFAB qui dispose la règle pour qu'un joueur soit averti d'un carton jaune :
« On parle d’attitude « inconsidérée » lorsqu’un joueur agit sans tenir compte du caractère dangereux ou des conséquences de son acte pour son adversaire. Il doit être averti. ».
Le fait :
En l'espèce, un joueur commet une infraction inconsidérée dans sa propre surface de réparation, ce qui entraîne un penalty pour l'équipe adverse. L'arbitre signale immédiatement l'infraction (décision technique = penalty) mais ne sanctionne pas disciplinairement (décision disciplinaire = carton jaune) l'auteur de la faute.
La conclusion :
Par conséquent, l'arbitre prend la bonne décision sur le plan technique, c'est-à-dire de siffler le penalty, mais pas sur le plan disciplinaire, c'est-à-dire attribuer un carton jaune au fautif.
La question qui se pose et donc de savoir si les arbitres assistants vidéo peuvent avertir l'arbitre central au motif d'une « erreur manifeste » puisqu’il n'a pas sanctionné d'un carton jaune un fautif qui devait l'être. En effet, la distinction entre la décision disciplinaire et la décision technique n'est pas indiquée dans les textes du protocole d'assistance vidéo à l'arbitrage. Dans ce cas précis où l'arbitre omet de sanctionner disciplinairement le fautif (carton jaune) alors qu'il prend la bonne décision sur le plan technique (penalty), les textes ne précisent pas clairement si l'analyse de la situation vidéo est possible et ne permettent pas de répondre à la question posée.
Pour aller plus loin, on suppose un nouveau fait :
Le fait :
En l'espèce, un joueur commet une faute inconsidérée qui se situe dans sa propre surface de réparation ce qui doit entraîner un penalty pour l'équipe adverse. L'arbitre ne détecte pas l'infraction et le jeu se poursuit avant de sortir du terrain.
La conclusion:
Par conséquent, les arbitres assistants avertissent l'arbitre central qui fait retarder la reprise du jeu afin que la situation fasse l'objet d'une analyse vidéo. L'arbitre central se déplace alors lui-même pour visionner la situation et prendre sa décision.
De cette analyse vidéo, l'arbitre décide de la décision technique et disciplinaire correcte. C'est bel et bien le visionnage de la situation qui impose à l'arbitre de sanctionner le joueur disciplinairement mais pas le texte. Par conséquent, le joueur fautif est donc sanctionné d'un carton jaune. En effet, comment l'arbitre pourrait-il visionner une situation vidéo sans sanctionner l'infraction dans son ensemble ? Cela semble inconcevable ! Pourtant et encore une fois, rien de tel n'est précisé dans les textes.
En conclusion, les textes qui régissent ces deux situations laissent un vide juridique. Et in fine, cela rend compte d'un positionnement variable quant à l'utilisation de la technologie vidéo par rapport à la décision initiale prise par l'arbitre. En effet, si l'arbitre sanctionne l'infraction sur le plan technique mais pas sur le plan disciplinaire, les textes ne précisent pas si l'arbitre doit visionner la situation vidéo pour sanctionner sur le plan disciplinaire mais si l'arbitre ne sanctionne pas l'infraction dans son ensemble, le protocole d'assistance vidéo à l'arbitrage exige son recours et le visionnage de la situation impose à l'arbitre de sanctionner le fautif sur le plan technique comme disciplinaire.

## Technologie sur la ligne de but
C'est un dispositif électronique et/ou vidéo d'assistance à l'arbitrage, utilisé pour déterminer de façon certaine si un ballon a franchi entièrement ou non la ligne de but. Testé en Premier League anglaise et par la FIFA lors de certaines compétitions (Coupes du monde des clubs en 2012 et en 2013 et Coupe des confédérations 2013), il a été pour la première fois utilisé à grande échelle lors de la Coupe du monde de football de 2014 au Brésil. Il prévient d'un signal l'arbitre central via une montre spéciale si la balle a franchi intégralement la ligne de but.

## Spray pour marquer la distance lors de coups francs

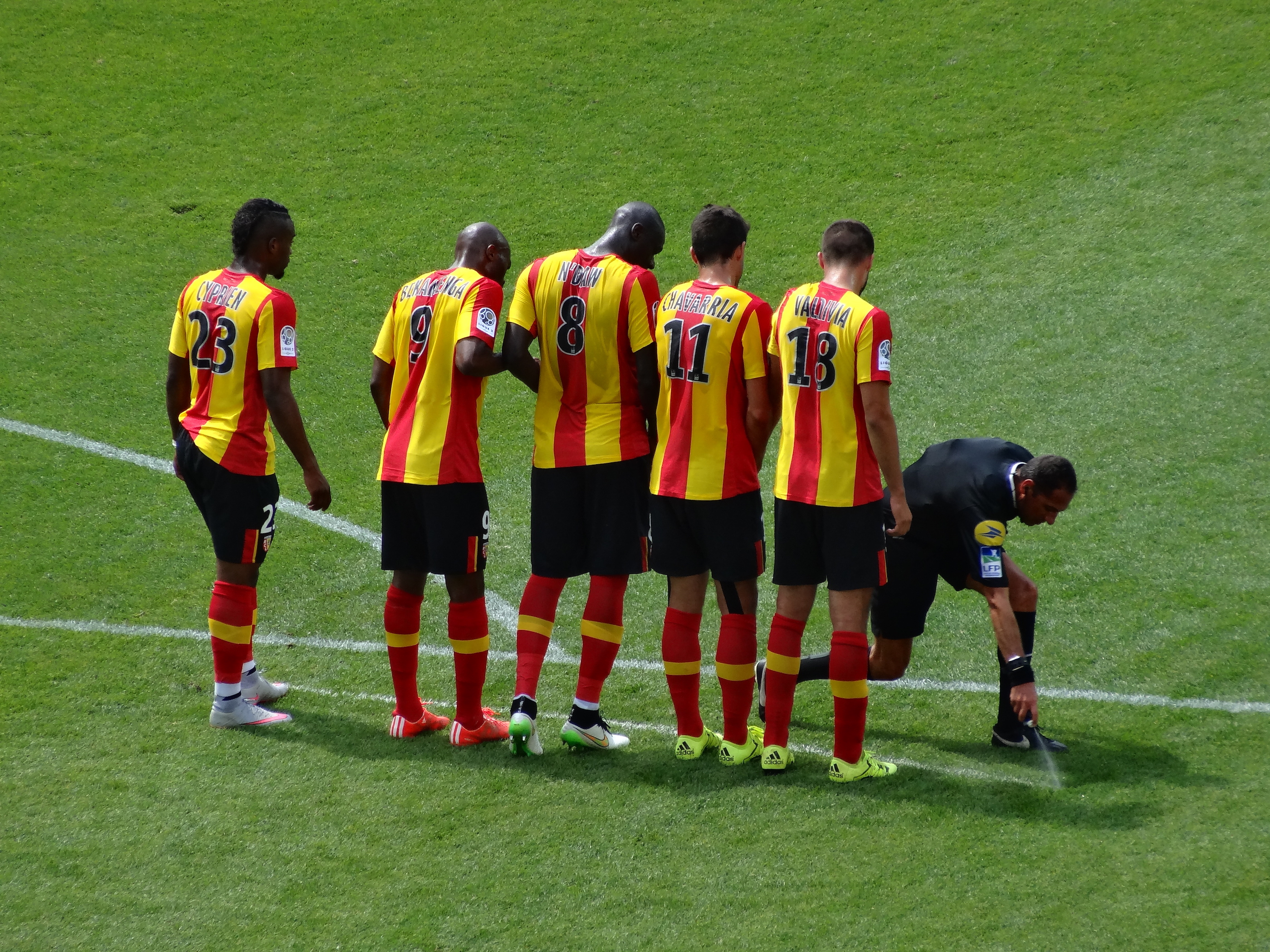
Arbitre utilisant un spray aérosol

Une autre innovation introduite lors de la Coupe du monde de football de 2014 au Brésil, mais déjà utilisée auparavant dans certaines compétitions, notamment en Amérique du Sud, est l'utilisation d'une bombe aérosol pour marquer la distance à respecter lors de coups francs. Lorsqu'il le juge nécessaire (par exemple sur un coup franc à proximité des buts), l'arbitre peut pulvériser de la mousse à l'aide du spray qu'il porte sur lui (accroché par un dispositif à son short) pour matérialiser la distance réglementaire : il trace ainsi un arc de cercle à l'endroit où se trouve le ballon pour l'exécution du franc et une ligne à 9,15 m ; le mur doit se tenir derrière cette ligne. Cela permet ainsi d'éviter que certains joueurs essaient de gagner quelques centimètres sans que l'arbitre ne s'en rende compte.

## Un rôle de juge «contraint» qui assure l'intégrité de l'homme
Par définition, celui qui juge est chargé de donner son opinion, son avis, son intime conviction à l'égard des faits qui lui sont exposés. En cela, la mission de l'arbitre est aussi simple que de choisir. Or, l'intime conviction d'un être n'est pas nécessairement celle de tous, la réalité de l'un ne s'accorde pas forcément avec celle de l'autre, et ce même si les images sont identiques. Pour preuve, avant le début de certaines compétitions nationales ou internationales, les instances et les dirigeants de l'arbitrage regroupent dirigeants, entraîneurs, spécialistes du foot afin de préciser aux acteurs, engagés dans la compétition concernée, la ligne de conduite suivie par les arbitres. De manière générale, les vidéos sont d'abord présentées aux acteurs. Tous ceux-là (dirigeants, entraîneurs, spécialistes du foot) sont ensuite invités à prendre une décision. Il arrive parfois qu'une simple vidéo de quelques secondes aboutisse à des positions diamétralement opposées. À tel point que 50 % des sondés prennent la décision d'arrêter le jeu quand les 50 % restants décident de laisser jouer. Autrement dit, les plus hauts dirigeants du football moderne ne s'accordent pas sur les mêmes décisions et il en va de même pour tous les arbitres. Chacun interprète un texte et une situation de jeu selon son intime conviction même dans une vocation purement objective. Par conséquent, les instances et les dirigeants en arbitrage, composés de spécialistes en la matière, sont chargés de donner l'interprétation la plus juste et la plus précise des Lois du Jeu. Néanmoins, aucun que nous sommes ne peut s'instituer comme étant détenteur de la meilleure solution aux différents problèmes et c'est pour cela que les interprétations et les directives animent de nombreux débats. Pour aller plus loin, on peut aussi supposer qu'un arbitre puisse interpréter l'interprétation qui lui a été donnée. Ainsi, il n'est pas rare d'avoir des positions légèrement différentes lorsque d'anciens arbitres prennent la parole sur des plateaux télés (Tony Chapron, Stéphane Lannoy, Saïd Ennjimi, etc). Le plus intéressant est d'écouter, d'apprendre et de comprendre les arguments exposés afin de se forger son propre avis. Par sagesse, il faut pouvoir également dépasser celui-ci est admettre que ce sentiment est personnel. Comme dans la société, la compréhension d'une règle passe par l'uniformisation de la décision rendue, l'interprétation personnelle doit être surpassée, et c'est cela qui rend compte du caractère juste. La décision de l'arbitre n'est bonne qu'au travers de l'interprétation établie par ses dirigeants qui jouent le rôle protecteur de l'intégrité des hommes qu'ils mettent en charge. C'est dans ce souci d'homogénéité que les instances et les dirigeants de l'arbitrage travaillent. Lors de la compétition, l'interprétation et la position énoncée doivent prévaloir sur le sentiment de chacun. Un exemple, lors du fameux match Paris Saint-Germain - Manchester United, en huitième de finale de la Ligue des Champions, l'arbitre Damir Skomina avait pris la décision de siffler penalty pour les Mancuniens en toute fin de match en s'accordant sur les directives et les interprétations UEFA. Cette décision avait été jugée sévère mais pas scandaleuse par Stéphane Lannoy. Mark Clattenburg, arbitre anglais de la Finale de l'EURO 2016 et de la Ligue des Champions 2016, avait pris position en expliquant qu'il n'aurait pas sifflé penalty en justifiant sa décision par les directives propres à sa fédération (Fédération Anglaise). Cependant, Mark Clattenburg avait avoué à demi-mot qu'il aurait pris la même décision que son collègue s'il avait été à sa place. Le rôle de l'arbitre doit donc aussi se comprendre à travers le prisme de l'autorité qui lui est reconnue pour pouvoir trancher. Ainsi, la décision de l'arbitre doit être relativisée, l'interprétation et les directives rendent simplement compte de l’honnêteté de l'arbitre qui prend la décision en fonction du juste établi plutôt que du sentiment soudain. En conclusion, son rôle de juge « contraint » protège sa probité.

## Arbitres internationaux
La FIFA sélectionne les arbitres admis à officier dans les compétitions internationales. Ils sont choisis parmi les arbitres des plus hautes catégories nationales. Il existe deux filières à ce niveau : les arbitres centraux et les arbitres assistants spécialistes. Chaque filière est divisée en catégories hiérarchiques.
Le passage d'une catégorie à l'autre est subordonné à l'obtention de notes conformes puisque les arbitres internationaux sont observés sur tous leurs matches. Des tests réguliers sont également effectués (théorie, technique, physique, linguistique…).
Les arbitres internationaux sont agréés par la FIFA mais leur classement se fait au sein de leur confédération.
| Catégories UEFA |
| --------------- |
| Élite           |
| Catégorie 1     |
| Catégorie 2     |
| Catégorie 3     |

Les arbitres nouvellement nommés sont classés à la Catégorie 2, la catégorie 3 ayant étant supprimée en janvier 2022. Un arbitre international peut changer de catégorie tous les six mois (passage dans la catégorie immédiatement supérieure ou inférieure).
Pour les compétitions internationales majeures (coupe du monde, jeux olympiques…), la FIFA sélectionne des arbitres dans les groupes Élite de chaque confédération. L'UEFA est la confédération la plus sollicitée avec près d'un arbitre sur deux à chaque tournoi.
Situation des arbitres français (Janvier 2025) :
| Catégorie UEFA | Arbitres français |
| -------------- | --- |
| ELITE          | Clément Turpin (2010), Benoît Bastien (2014), François Letexier (2017)                                                   |
| Catégorie 1    | Stéphanie Frappart (2009), Jérôme Brisard (2018), Willy Delajod (2020).                                                  |
| Catégorie 2    | Jérémie Pignard (2021), Bastien Dechepy (2024), Eric Wattellier (2024), Romain Lissorgue (2025), Mathieu Vernice (2025). |
| Catégorie 3    | |

## Spécificités nationales

### France

#### Organisation
Les arbitres sont rattachés à une formation (FFF, ligue régionale ou district) au sein de laquelle, chaque saison, ils sont classés dans différentes catégories en fonction des niveaux auxquels ils peuvent officier. Les arbitres les mieux classés d'une catégorie accèdent à la catégorie supérieure et les moins bien classés sont rétrogradés dans la catégorie inférieure. Le passage d'une formation à l'autre se fait par voie de concours (par exemple, arbitre de ligue postulant pour devenir arbitre fédéral).
Les arbitres sont formés et observés régulièrement. Ils perçoivent une indemnité pour chaque match, qui augmente en fonction du niveau de compétition. Les arbitres agissent sous l'égide et le contrôle de la Direction technique de l'arbitrage.
Il n'existe plus de limite d'âge ou de restriction de durée au sein de l'arbitrage français, y compris à haut niveau. Un arbitre continue donc d'officier à son niveau tant qu'il réussit les contrôles imposés et tant qu'il n'est pas rétrogradé. Il demeure encore un âge maximum pour être nommé arbitre fédéral pour la première fois.
| Catégories d'arbitres et niveaux de championnat | Catégories d'arbitres et niveaux de championnat | Catégories d'arbitres et niveaux de championnat | Catégories d'arbitres et niveaux de championnat |
| Championnat                                     | Arbitre central                                 | Arbitre assistant                               | Arbitre remplaçant                              |
| ----------------------------------------------- | ----------------------------------------------- | ----------------------------------------------- | ----------------------------------------------- |
| Ligue 1                                         | F1                                              | AF1                                             | F1 / F2 / F3                                    |
| Ligue 2                                         | F2                                              | AF2                                             | F3 / F4                                         |
| National 1                                      | F3                                              | AF3                                             | /                                               |
| National 2                                      | F4-N2                                           | AAR1 / R1                                       | /                                               |
| National 3                                      | F4-N3 / R1 Elite                                | AAR1 / R1 / R2                                  | /                                               |
| Régional 1                                      | R1                                              | AAR1 / R3 / R2                                  | /                                               |
| Régional 2                                      | R2                                              | AAR2 / R3                                       | /                                               |
| Régional 3                                      | R3                                              | AAD1 / D1 / D2                                  | /                                               |
| Départemental 1                                 | D1                                              | AAD1 / AAD2 / D2 / D3                           | /                                               |
| Départemental 2                                 | D2                                              | /                                               | /                                               |
| Départemental 3                                 | D3                                              | /                                               | /                                               |
| Départemental 4                                 | D4                                              | /                                               | /                                               |
| Départemental 5                                 | D5                                              | /                                               | /                                               |

Les jeunes arbitres, qui officient dans les compétitions de jeunes, sont classés en trois catégories :
- JAF : jeune arbitre fédéral (championnats jeunes nationaux) ;
- JAL : jeune arbitre de ligue (championnats jeunes régionaux) ;
- JAD : jeune arbitre de district (championnats jeunes départementaux).

#### Désignation pour les matches de Ligue 1
Depuis janvier 2023, la désignation des arbitres des matches de Ligue 1 se fait en trois temps (on suppose ci-dessous que les matches en question ont lieu un dimanche):
- le vendredi, à J-15 de la journée concernée, le chef de projet des désignations de l'arbitrage professionnel et le responsable technique de la direction de l'arbitrage (DA) envoient leurs propositions au vice-président et au référent des arbitres assistants de la commission fédérale de l'arbitrage (CFA);
- la CFA effectue son retour à la DA le lundi matin à J-12 et envoie, en fin de journée, son projet de préavis aux arbitres concernés;
- les désignations deviennent officielles à J-5.

Chaque journée de Ligue 1 nécessite la désignation de six arbitres pour chacun des neufs matches (l'arbitre central, les deux assistants, le quatrième arbitre, l'arbitre vidéo et son assistant, sans compter les neufs observateurs) soit 54 arbitres par journée et 1.836 sur l'ensemble de la saison de Ligue 1.
Il n'y a pas de critères formels de désignation mais les paramètres suivants sont examinés pour chaque paire match - arbitres: 
- l'appartenance géographique (un arbitre ne peut pas officier pour un match de sa région);
- l'historique (un arbitre qui a eu des tensions lors d'un match n'officiera pas immédiatement après une rencontre impliquant l'un des deux clubs);
- la programmation télé;
- le calendrier des arbitres (stages, séminaires, désignations internationales);
- la fréquence de désignation sur une équipe;
- l'enjeu du match;
- la réputation de l'arbitre;
- son expérience;
- enfin et surtout sa forme du moment: comme le dit, dans un entretien à l'Équipe, Stéphane Lannoy, responsable technique de l'arbitrage pro à la DA: « si un arbitre n'a pas été au rendez-vous, on lui retire sa désignation du week-end à venir. »[20]

#### Désignation pour les matches des compétitions européennes et internationales
La FIFA sélectionne parmi les arbitres F1 ceux qui sont admis à officier dans les compétitions européennes et internationales. Ils sont alors classés dans les catégories arbitrales internationales et portent l'écusson FIFA même lorsqu'ils officient en compétitions nationales. Il en va de même pour les arbitres assistants spécialistes (AAF1 qui deviennent AA FIFA).

## Documentaire
- Passion Sous Pression, Alexandre Carré et Guillaume Truillet, beIN Sports, 2024.
- Dans la tête des hommes en noir, Tony Chapron et Jérôme Godard, Canal+, 2021.
- Man in the Middle (l'homme en noir), UEFA, 2020.